# Estació d'Estrées-Saint-Denis
L'estació d'Estrées-Saint-Denis és una estació ferroviària situada al municipi francès d'Estrées-Saint-Denis (al departament de l'Oise).
És servida pels trens del TER Picardie.
| Provinença | Estació anterior | Línia        | Estació següent | Destinació |
| ---------- | ---------------- | ------------ | --------------- | ---------- |
| Amiens     | Wacquemoulin     | TER Picardie | Compiègne       | Compiègne  |